# Latina Calcio 1932 2022-2023
Questa voce raccoglie le informazioni riguardanti il Latina Calcio 1932 nelle competizioni ufficiali della stagione 2022-2023.

## Stagione
Nella stagione 2022-2023 il Latina disputa il girone C del campionato di Serie C, ancora allenato dal tecnico Daniele Di Donato raccoglie 49 punti con l'ottavo posto finale. Disputa i Play-off nei quali viene eliminato già nel primo turno, superato (1-0) a Monopoli. In campionato i nerazzurri partono con il piede giusto, ottenendo 27 punti nel girone di andata, mentre nel girone di ritorno fanno meno bene, con un bottino di 22 punti. Nella Coppa Italia di Serie C i laziali escono nel primo turno sconfitti (0-2) dal Giugliano. Luca Fabrizi è stato il miglior marcatore del Latina firmando 9 reti.

## Divise e sponsor
La stagione 2022-2023 segna l'arrivo del logo Nike sulle magliette del Latina dopo 3 annate con Ready Sport. L'avvento dello swoosh non cambia, però, la tradizione pontina: la prima maglia è infatti a strisce nerazzurre di media larghezza, che si ripetono sul petto e sulle maniche ma vengono a mancare sulla schiena (tinta unita zaffiro) e sui pantaloncini e calzettoni (spesso completamente neri). La divisa da trasferta è totalmente bianca, senza orpelli o decorazioni. Per il portiere sono messe a disposizione una casacca verde e una arancione.
| Casa | Trasferta | Portiere | Portiere alternativa |

Il main sponsor principale è l'azienda edile Distretti Ecologici, e si fregia di questo titolo (pur non apparendo sulle divise) anche Iron & Steel s.r.l.. Sul retro è presente il logo di 4Winds, occupantesi di impianti elettrici biocompatibili, mentre sui pantaloncini appare MZ Sistemi, che fa il suo esordio il 15 settembre durante Catanzaro-Latina.

## Organigramma Societario
Area direttiva
- Presidente: Antonio Terracciano
- Vice-presidente: Pino D'Apuzzo
- Direttore Generale: Biagio Corrente
- Direttore sportivo: Marcello Di Giuseppe
- Segretario Sportivo:Pasquale Ciccarelli
- Responsabile Marketing:Francesco Terracciano
- Addetto stampa: Mauro Bruno
- Slo:Pasquale Terracciano
- Responsabile settore giovanile: Giuseppe Zazzara (fino al 11/02/2023), poi Giancarlo Sibilia

Area tecnica
- Allenatore: Daniele Di Donato
- Allenatore in seconda: Daniele Bedetti
- Allenatore dei portieri: Mario Quaglieri
- Assistente tecnico: Augusto Del Duca
- Match Analyst: Antonio Capaldi
- Preparatore atletico: Nicola Albarella
- Team Manager: Francesco Renga

## Rosa
Aggiornato al 1º febbraio 2023.
| N. |                      | Ruolo | Calciatore            |
| -- | -------------------- | ----- | --------------------- |
| 1  | Italia (bandiera)    | P     | Matteo Cardinali      |
| 3  | Italia (bandiera)    | D     | Antonio Esposito      |
| 4  | Italia (bandiera)    | C     | Alessandro Pellegrino |
| 5  | Italia (bandiera)    | D     | Andrea Giorgini       |
| 6  | Italia (bandiera)    | C     | Stefano Amadio        |
| 7  | Italia (bandiera)    | C     | Lorenzo Di Livio      |
| 8  | Italia (bandiera)    | C     | Daniel Sannipoli      |
| 9  | Italia (bandiera)    | A     | Cristian Carletti     |
| 9  | Argentina (bandiera) | A     | Nicolás Belloni       |
| 10 | Italia (bandiera)    | C     | Andrea Tessiore       |
| 10 | Italia (bandiera)    | A     | Simone Ganz           |
| 11 | Italia (bandiera)    | A     | Lorenzo Rosseti       |
| 12 | Italia (bandiera)    | P     | Flavio Giannini       |
| 13 | Italia (bandiera)    | D     | Eros De Santis        |
| 14 | Italia (bandiera)    | C     | Christian Barberini   |
| 16 | Italia (bandiera)    | C     | Mattia Di Mino        |
| 18 | Italia (bandiera)    | A     | Daniel Bezziccheri    |

| N. |                   | Ruolo | Calciatore                 |
| -- | ----------------- | ----- | -------------------------- |
| 19 | Italia (bandiera) | D     | Alessandro Celli           |
| 20 | Italia (bandiera) | A     | Alessandro Rossi           |
| 20 | Italia (bandiera) | C     | Lorenzo Peschetola         |
| 21 | Italia (bandiera) | A     | Tommaso Nori               |
| 22 | Italia (bandiera) | P     | Alessandro Tonti           |
| 23 | Italia (bandiera) | C     | Alessandro Bordin          |
| 24 | Italia (bandiera) | D     | Lorenzo Carissoni          |
| 25 | Italia (bandiera) | D     | Bernardo Calabrese         |
| 27 | Italia (bandiera) | D     | Andrea Esposito (capitano) |
| 29 | Italia (bandiera) | A     | Luca Fabrizi               |
| 30 | Italia (bandiera) | C     | Alessio Riccardi           |
| 33 | Italia (bandiera) | D     | Salvatore Gallo            |
| 75 | Italia (bandiera) | D     | Fabio Cortinovis           |
| 77 | Italia (bandiera) | C     | Marco Teraschi             |
| 90 | Italia (bandiera) | A     | Federico Furlan            |
| 99 | Italia (bandiera) | A     | Francesco Margiotta        |

## Calciomercato

### Sessione estiva(dall'1/7 all'1/9)
| Acquisti         | Acquisti              | Acquisti          | Acquisti      |
| R.               | Nome                  | da                | Modalità      |
| ---------------- | --------------------- | ----------------- | ------------- |
| A                | Francesco Margiotta   | Melbourne Victory | definitivo    |
| C                | Alessio Riccardi      | Roma              | definitivo    |
| A                | Luca Fabrizi          | Chieti            | definitivo    |
| P                | Flavio Giannini       | Giarre            | definitivo    |
| D                | Antonio Esposito      | Renate            | prestito      |
| C                | Daniel Sannipoli      | Trastevere        | definitivo    |
| C                | Alessandro Bordin     |                   | svincolato    |
| Altre operazioni |                       |                   |               |
| R.               | Nome                  | da                | Modalità      |
| D                | Fabio Cortinovis      | Inter             | definitivo    |
| C                | Alessandro Pellegrino | Roma              | prestito      |
| C                | Mattia Di Mino        | Chieti            | fine prestito |
| A                | Alessandro Pastore    | Pro Vasto         | fine prestito |

| Cessioni         | Cessioni              | Cessioni              | Cessioni      |
| R.               | Nome                  | a                     | Modalità      |
| ---------------- | --------------------- | --------------------- | ------------- |
| D                | Nelson Atiagli        | Terracina             | definitivo    |
| C                | Marco Palermo         | Catania               | definitivo    |
| C                | Emanuele Spinozzi     | Vis Artena            | definitivo    |
| A                | Filippo Mascia        | San Donato Tavarnelle | definitivo    |
| A                | Jefferson             | Catania               | definitivo    |
| Altre operazioni |                       |                       |               |
| R.               | Nome                  | da                    | Modalità      |
| D                | Emmanuel Ercolano     | Sampdoria             | fine prestito |
| D                | Daniele Sarzi Puttini | Ascoli                | fine prestito |
| C                | Marco D'Aloia         | Pescara               | fine prestito |
| A                | Adama Sane            | Verona                | fine prestito |
| A                | Alessandro Pastore    |                       | svincolato    |

### Sessione invernale(dal 1/1 al 31/1)
| Acquisti | Acquisti           | Acquisti     | Acquisti   |
| R.       | Nome               | da           | Modalità   |
| -------- | ------------------ | ------------ | ---------- |
| D        | Bernardo Calabrese | Padova       | prestito   |
| D        | Salvatore Gallo    | Vastogirardi | definitivo |
| C        | Lorenzo Peschetola | Inter        | prestito   |
| A        | Simone Ganz        | Triestina    | prestito   |
| A        | Federico Furlan    | Ternana      | prestito   |
| A        | Daniel Bezziccheri | Chiasso      | definitivo |
| A        | Nicolás Belloni    | Pescara      | prestito   |

| Cessioni | Cessioni            | Cessioni           | Cessioni   |
| R.       | Nome                | a                  | Modalità   |
| -------- | ------------------- | ------------------ | ---------- |
| D        | Andrea Giorgini     | Südtirol           | definitivo |
| C        | Andrea Tessiore     | Triestina          | definitivo |
| A        | Francesco Margiotta | Novara             | prestito   |
| A        | Alessandro Rossi    | Union Clodiense CS | definitivo |
| A        | Cristian Carletti   | Trento             | definitivo |

## Risultati

### Serie C

#### Girone di andata
| Arbitro: | De Angeli (Milano) |

|            |           |                                        |
| Vuthaj 89’ | Marcatori | 45’ Rosseti 83’ Carletti 90+4’ Fabrizi |

| Arbitro: | Angelucci (Foligno) |

|                    |           |                      |
| Rosseti 82’ (rig.) | Marcatori | 25’ Mora 27’ Cuppone |

| Arbitro: | Di Graci (Como) |

|                                                            |           |  |
| Šitum 36’ Iemmello 47’ Sounas 55’ A. Curcio 86’ Cianci 88’ | Marcatori |  |

| Arbitro: | Lovison (Padova) |

|                  |           |                          |
| Fabrizi 73’, 79’ | Marcatori | 13’ Iglio 30’ Piovaccari |

| Arbitro: | Cavaliere (Paola) |

|             |           |  |
| Fabrizi 42’ | Marcatori |  |

| Arbitro: | Collu (Cagliari) |

|                    |           |                                                                  |
| Marotta 90’ (rig.) | Marcatori | 5’ Fabrizi 25’ Di Livio 30’ Carissoni 34’ Tessiore 78’ Margiotta |

| Arbitro: | Taricone (Perugia) |

|               |           |  |
| Sannipoli 49’ | Marcatori |  |

| Francavilla Fontana 15 ottobre 2022, ore 17:30 CEST 8ª giornata | Virtus Francavilla | 0 – 0 referto | Latina | Stadio Giovanni Paolo II (650 spett.)\| Arbitro: \| Sfira (Pordenone) \| |
| Arbitro:                                                        | Sfira (Pordenone)  |               |        |                                                                          |

| Arbitro: | Milone (Taurianova) |

|             |           |  |
| Di Mino 55’ | Marcatori |  |

| Arbitro: | Turrini (Firenze) |

|                                            |           |              |
| Catania 41’, 57’ Iannone 44’ Fiorani 90+2’ | Marcatori | 86’ Carletti |

| Arbitro: | D'Eusanio (Faenza) |

|  |           |                                 |
|  | Marcatori | 7’ Di Paolantonio 81’ Santarpia |

| Arbitro: | Caldera (Como) |

|                            |           |                           |
| Maniero 33’ Leonetti 90+7’ | Marcatori | 42’ Carletti 64’ Di Livio |

| Arbitro: | Giaccaglia (Jesi) |

|                                                    |           |  |
| Girasole 12’ A. Esposito 45+1’ (aut.) Caturano 66’ | Marcatori |  |

| Latina 20 novembre 2022, ore 14:30 CET 14ª giornata | Latina                 | 0 – 0 referto | Juve Stabia | Stadio Domenico Francioni (1 666 spett.)\| Arbitro: \| Panettella (Gallarate) \| |
| Arbitro:                                            | Panettella (Gallarate) |               |             |                                                                                  |

| Arbitro: | Pascarella (Nocera Inferiore) |

|           |           |  |
| Mogoș 79’ | Marcatori |  |

| Latina 30 novembre 2022, ore 18:00 CET 16ª giornata | Latina                     | 0 – 0 referto | Monopoli | Stadio Domenico Francioni (863 spett.)\| Arbitro: \| Catanoso (Reggio Calabria) \| |
| Arbitro:                                            | Catanoso (Reggio Calabria) |               |          |                                                                                    |

| Pagani 4 dicembre 2022, ore 14:30 CET 17ª giornata | Gelbison             | 0 – 0 referto | Latina | Stadio Marcello Torre (200 spett.)\| Arbitro: \| Pezzopane (L'Aquila) \| |
| Arbitro:                                           | Pezzopane (L'Aquila) |               |        |                                                                          |

| Arbitro: | Scarpa (Collegno) |

|             |           |  |
| Riccardi 2’ | Marcatori |  |

| Arbitro: | Collu (Cagliari) |

|  |           |                                 |
|  | Marcatori | 33’, 54’ Sannipoli 58’ Riccardi |

#### Girone di ritorno
| Arbitro: | Fiero (Pistoia) |

|                     |           |                                                                        |
| Carletti 56’ (rig.) | Marcatori | 6’ Ogunseye 19’ Garattoni 33’ Di Noia 60’ (rig.) Petermann 90+3’ Costa |

| Arbitro: | Pirrotta (Barcellona Pozzo di Gotto) |

|                                 |           |                                    |
| Cancellotti 21’ (rig.) Mora 27’ | Marcatori | 72’ (rig.) Margiotta 76’ Sannipoli |

| Arbitro: | Monaldi (Macerata) |

|  |           |            |
|  | Marcatori | 31’ Biasci |

| Arbitro: | Djurdjevic (Trieste) |

|                |           |             |
| Gladestony 32’ | Marcatori | 50’ Fabrizi |

| Avellino 29 gennaio 2023, ore 14:30 CET 24ª giornata | Avellino         | 0 – 0 referto | Latina | Stadio Partenio-Adriano Lombardi (2 911 spett.)\| Arbitro: \| Zanotti (Rimini) \| |
| Arbitro:                                             | Zanotti (Rimini) |               |        |                                                                                   |

| Arbitro: | Maggio (Lodi) |

|            |           |  |
| Ganz 90+1’ | Marcatori |  |

| Arbitro: | Crezzini (Siena) |

|               |           |  |
| Boccadamo 87’ | Marcatori |  |

| Arbitro: | Iacobellis (Pisa) |

|                             |           |              |
| Fabrizi 41’ Ganz 50’ (rig.) | Marcatori | 11’ Patierno |

| Arbitro: | Mirabella (Napoli) |

|           |           |  |
| Golfo 11’ | Marcatori |  |

| Arbitro: | Cavaliere (Paola) |

|  |           |                             |
|  | Marcatori | 27’ R. Marino 69’ Trasciani |

| Viterbo 4 marzo 2023, ore 14:30 CET 30ª giornata | Monterosi Tuscia   | 0 – 0 referto | Latina | Stadio Enrico Rocchi (300 spett.)\| Arbitro: \| De Angeli (Milano) \| |
| Arbitro:                                         | De Angeli (Milano) |               |        |                                                                       |

| Latina 12 marzo 2023, ore 17:30 CET 31ª giornata | Latina             | 0 – 0 referto | Turris | Stadio Domenico Francioni (1 234 spett.)\| Arbitro: \| Cherchi (Carbonia) \| |
| Arbitro:                                         | Cherchi (Carbonia) |               |        |                                                                              |

| Latina 15 marzo 2023, ore 14:30 CET 32ª giornata | Latina        | 0 – 0 referto | Potenza | Stadio Domenico Francioni (859 spett.)\| Arbitro: \| Centi (Terni) \| |
| Arbitro:                                         | Centi (Terni) |               |         |                                                                       |

| Arbitro: | Di Cicco (Lanciano) |

|                |           |                                     |
| L. Carbone 80’ | Marcatori | 28’ Calabrese 56’ Ganz 70’ Riccardi |

| Arbitro: | Gemelli (Messina) |

|                                 |           |                        |
| Riccardi 64’ Golemić 71’ (aut.) | Marcatori | 51’ Vitale 67’ Carraro |

| Arbitro: | Lovison (Padova) |

|                             |           |            |
| Manzari 5’ (rig.), 60’, 76’ | Marcatori | 45+5’ Ganz |

| Arbitro: | Delrio (Reggio Emilia) |

|                            |           |  |
| Fabrizi 51’ Peschetola 89’ | Marcatori |  |

| Arbitro: | Mucera (Palermo) |

|                        |           |             |
| Langella 43’ Achik 87’ | Marcatori | 70’ Fabrizi |

| Arbitro: | Bonacina (Bergamo) |

|                        |           |            |
| Ganz 15’ Carissoni 63’ | Marcatori | 8’ Ventola |

### Play-off

#### Spareggi
| Arbitro: | Emmanuele (Pisa) |

|             |           |  |
| Starita 82’ | Marcatori |  |

### Coppa Italia Serie C

#### Turni eliminatori
| Arbitro: | Gigliotti (Cosenza) |

|  |           |                      |
|  | Marcatori | 10’ Di Dio 58’ Rizzo |

## Statistiche

### Statistiche di squadra
Aggiornate all'11 maggio 2023.
| Competizione         | Punti | In casa | In casa | In casa | In casa | In casa | In casa | In trasferta | In trasferta | In trasferta | In trasferta | In trasferta | In trasferta | Totale | Totale | Totale | Totale | Totale | Totale | DR  |
| Competizione         | Punti | G       | V       | N       | P       | Gf      | Gs      | G            | V            | N            | P            | Gf           | Gs           | G      | V      | N      | P      | Gf     | Gs     | DR  |
| -------------------- | ----- | ------- | ------- | ------- | ------- | ------- | ------- | ------------ | ------------ | ------------ | ------------ | ------------ | ------------ | ------ | ------ | ------ | ------ | ------ | ------ | --- |
| Serie C              | 49    | 19      | 8       | 6       | 5       | 17      | 19      | 19           | 4            | 7            | 8            | 22           | 27           | 38     | 12     | 13     | 13     | 39     | 46     | -7  |
| Play-off             | -     | 0       | 0       | 0       | 0       | 0       | 0       | 1            | 0            | 0            | 1            | 0            | 1            | 1      | 0      | 0      | 1      | 0      | 1      | -1  |
| Coppa Italia Serie C | -     | 1       | 0       | 0       | 1       | 0       | 2       | 0            | 0            | 0            | 0            | 0            | 0            | 1      | 0      | 0      | 1      | 0      | 2      | -2  |
| Totale               | 49    | 20      | 8       | 6       | 6       | 17      | 21      | 20           | 4            | 7            | 9            | 22           | 28           | 40     | 12     | 13     | 15     | 39     | 49     | -10 |

### Andamento in campionato
| Giornata  | 1 | 2 | 3  | 4  | 5 | 6 | 7 | 8 | 9 | 10 | 11 | 12 | 13 | 14 | 15 | 16 | 17 | 18 | 19 | 20 | 21 | 22 | 23 | 24 | 25 | 26 | 27 | 28 | 29 | 30 | 31 | 32 | 33 | 34 | 35 | 36 | 37 | 38 |
| --------- | - | - | -- | -- | - | - | - | - | - | -- | -- | -- | -- | -- | -- | -- | -- | -- | -- | -- | -- | -- | -- | -- | -- | -- | -- | -- | -- | -- | -- | -- | -- | -- | -- | -- | -- | -- |
| Luogo     | T | C | T  | C  | C | T | C | T | C | T  | C  | T  | T  | C  | T  | C  | T  | C  | T  | C  | T  | C  | T  | T  | C  | T  | C  | T  | C  | T  | C  | C  | T  | C  | T  | C  | T  | C  |
| Risultato | V | P | P  | N  | V | V | V | N | V | P  | P  | N  | P  | N  | P  | N  | N  | V  | V  | P  | N  | P  | N  | N  | V  | P  | V  | P  | P  | N  | N  | N  | V  | N  | P  | V  | P  | V  |
| Posizione | 6 | 8 | 13 | 12 | 9 | 5 | 4 | 4 | 4 | 4  | 6  | 5  | 9  | 7  | 10 | 10 | 11 | 7  | 6  | 8  | 8  | 12 | 10 | 11 | 10 | 12 | 9  | 9  | 12 | 12 | 12 | 12 | 8  | 10 | 11 | 8  | 9  | 8  |

Fonte: Tuttocampo
Legenda:

Luogo: C = Casa; T = Trasferta. Risultato: V = Vittoria; N = Pareggio; P = Sconfitta.

### Statistiche dei giocatori
Statistiche aggiornate all'11 maggio 2023.
| Giocatore      | Serie C  | Serie C | Serie C     | Serie C    | Playoff  | Playoff | Playoff     | Playoff    | Coppa Italia Serie C | Coppa Italia Serie C | Coppa Italia Serie C | Coppa Italia Serie C | Totale   | Totale | Totale      | Totale     |
| Giocatore      | Presenze | Reti    | Ammonizioni | Espulsioni | Presenze | Reti    | Ammonizioni | Espulsioni | Presenze             | Reti                 | Ammonizioni          | Espulsioni           | Presenze | Reti   | Ammonizioni | Espulsioni |
| -------------- | -------- | ------- | ----------- | ---------- | -------- | ------- | ----------- | ---------- | -------------------- | -------------------- | -------------------- | -------------------- | -------- | ------ | ----------- | ---------- |
| S. Amadio      | 30       | 0       | 7           | 0          | 1        | 0       | 1           | 0          | 0                    | 0                    | 0                    | 0                    | 31       | 0      | 8           | 0          |
| C. Barberini   | 23       | 0       | 3           | 0          | 0        | 0       | 0           | 0          | 1                    | 0                    | 0                    | 0                    | 24       | 0      | 3           | 0          |
| N. Belloni     | 13       | 0       | 1           | 0          | 0        | 0       | 0           | 0          | 0                    | 0                    | 0                    | 0                    | 13       | 0      | 1           | 0          |
| D. Bezziccheri | 0        | 0       | 0           | 0          | 0        | 0       | 0           | 0          | 0                    | 0                    | 0                    | 0                    | 0        | 0      | 0           | 0          |
| A. Bordin      | 22       | 0       | 3           | 0          | 0        | 0       | 0           | 0          | 1                    | 0                    | 0                    | 0                    | 23       | 0      | 3           | 0          |
| B. Calabrese   | 14       | 1       | 4           | 1          | 0        | 0       | 0           | 0          | 0                    | 0                    | 0                    | 0                    | 14       | 1      | 4           | 1          |
| M. Cardinali   | 17       | -29     | 2           | 0          | 0        | -0      | 0           | 0          | 0                    | -0                   | 0                    | 0                    | 17       | -29    | 2           | 0          |
| L. Carissoni   | 30       | 2       | 10          | 1          | 1        | 0       | 0           | 0          | 1                    | 0                    | 0                    | 0                    | 32       | 2      | 10          | 1          |
| C. Carletti    | 16       | 4       | 1           | 1          | 0        | 0       | 0           | 0          | 1                    | 0                    | 0                    | 0                    | 17       | 4      | 1           | 1          |
| A. Celli       | 24       | 0       | 5           | 1          | 1        | 0       | 0           | 0          | 1                    | 0                    | 1                    | 0                    | 26       | 0      | 6           | 1          |
| F. Cortinovis  | 24       | 0       | 4           | 1          | 1        | 0       | 1           | 0          | 0                    | 0                    | 0                    | 0                    | 25       | 0      | 5           | 1          |
| E. De Santis   | 26       | 0       | 4           | 0          | 1        | 0       | 0           | 0          | 1                    | 0                    | 1                    | 0                    | 28       | 0      | 5           | 0          |
| L. Di Livio    | 27       | 2       | 10          | 0          | 1        | 0       | 0           | 0          | 0                    | 0                    | 0                    | 0                    | 28       | 2      | 10          | 0          |
| M. Di Mino     | 11       | 1       | 1           | 0          | 0        | 0       | 0           | 0          | 1                    | 0                    | 0                    | 0                    | 12       | 1      | 1           | 0          |
| And. Esposito  | 26       | 0       | 5           | 1          | 0        | 0       | 0           | 0          | 0                    | 0                    | 0                    | 0                    | 26       | 0      | 5           | 1          |
| Ant. Esposito  | 16       | 0       | 3           | 0          | 0        | 0       | 0           | 0          | 0                    | 0                    | 0                    | 0                    | 16       | 0      | 3           | 0          |
| L. Fabrizi     | 36       | 8       | 9           | 0          | 1        | 0       | 1           | 0          | 1                    | 0                    | 0                    | 0                    | 38       | 8      | 10          | 0          |
| F. Furlan      | 14       | 0       | 0           | 0          | 1        | 0       | 0           | 0          | 0                    | 0                    | 0                    | 0                    | 15       | 0      | 0           | 0          |
| S. Gallo       | 1        | 0       | 0           | 0          | 0        | 0       | 0           | 0          | 0                    | 0                    | 0                    | 0                    | 1        | 0      | 0           | 0          |
| S. Ganz        | 13       | 5       | 2           | 0          | 1        | 0       | 0           | 0          | 0                    | 0                    | 0                    | 0                    | 14       | 5      | 2           | 0          |
| F. Giannini    | 0        | -0      | 0           | 0          | 0        | -0      | 0           | 0          | 0                    | -0                   | 0                    | 0                    | 0        | -0     | 0           | 0          |
| A. Giorgini    | 19       | 0       | 4           | 2          | 0        | 0       | 0           | 0          | 1                    | 0                    | 0                    | 0                    | 20       | 0      | 4           | 2          |
| F. Margiotta   | 18       | 2       | 3           | 0          | 0        | 0       | 0           | 0          | 1                    | 0                    | 0                    | 0                    | 19       | 2      | 3           | 0          |
| T. Nori        | 2        | 0       | 0           | 0          | 0        | 0       | 0           | 0          | 0                    | 0                    | 0                    | 0                    | 2        | 0      | 0           | 0          |
| A. Pellegrino  | 10       | 0       | 1           | 0          | 0        | 0       | 0           | 0          | 0                    | 0                    | 0                    | 0                    | 10       | 0      | 1           | 0          |
| L. Peschetola  | 9        | 1       | 2           | 0          | 1        | 0       | 0           | 0          | 0                    | 0                    | 0                    | 0                    | 10       | 1      | 2           | 0          |
| A. Riccardi    | 35       | 4       | 2           | 0          | 1        | 0       | 0           | 0          | 1                    | 0                    | 0                    | 0                    | 37       | 4      | 2           | 0          |
| L. Rosseti     | 21       | 2       | 4           | 0          | 1        | 0       | 0           | 0          | 1                    | 0                    | 0                    | 0                    | 23       | 2      | 4           | 0          |
| A. Rossi       | 4        | 0       | 0           | 0          | 0        | 0       | 0           | 0          | 1                    | 0                    | 0                    | 0                    | 5        | 0      | 0           | 0          |
| D. Sannipoli   | 34       | 4       | 8           | 0          | 1        | 0       | 0           | 0          | 1                    | 0                    | 1                    | 0                    | 36       | 4      | 9           | 0          |
| M. Teraschi    | 5        | 0       | 2           | 0          | 0        | 0       | 0           | 0          | 0                    | 0                    | 0                    | 0                    | 5        | 0      | 2           | 0          |
| A. Tessiore    | 19       | 1       | 4           | 0          | 0        | 0       | 0           | 0          | 1                    | 0                    | 0                    | 0                    | 20       | 1      | 4           | 0          |
| A. Tonti       | 21       | -17     | 3           | 0          | 1        | -1      | 0           | 0          | 1                    | -2                   | 0                    | 0                    | 23       | -20    | 3           | 0          |